# Anita Bekus
Anita Bekus (ur. 4 sierpnia 1990 w Bydgoszczy) – polska zawodnicza bikini fitness oraz mieszanych sztuk walki (MMA) wagi muszej oraz słomkowej. W przeszłości walczyła dla takich organizacji jak: FEN, Babilon MMA, KSW czy też Oktagon MMA. Aktualnie związana z TFL.

## Życiorys
Dwukrotna Mistrzyni Polski Amatorskiego MMA oraz No Gi Jiu Jitsu. Wicemistrzyni Świata oraz Wicemistrzyni Europy w sportach sylwetkowych.
Jest byłą partnerką Marcina Wrzoska, byłego mistrza KSW w wadze piórkowej. Mieszka i trenuje w Łodzi, w klubie Octopus Łódź.

## Kariera MMA

### Wczesna kariera - ALMMA, EFC i FEN
Przed zawodową karierą stoczyła 6 wygranych amatorskich pojedynków podczas wydarzeń Amatorskiej Ligi MMA. Pokonywała m.in. Martę Wojdat, Paulinę Ilnicką, Katarzynę Borowską, Monikę Wiśniewską, Sylwię Firlej czy ponownie w rewanżu Martę Wojdat.
Zawodowo zadebiutowała 22 września 2018 roku na gali Envio Fight Night '19, gdzie po trzyrundowym pojedynku wypunktowała Hannę Gujwan.
16 marca 2019 w swojej drugiej zawodowej walce, podczas gali FEN 24: All or Nothing, znokautowała w 15 sekundzie pierwszej rundy Kamilę Porczyk.
8 czerwca tego samego roku, podczas gali Envio Fight Night '20, została znokautowana przez Ewelinę Woźniak w pierwszej rundzie.

### FEN i Babilon MMA
13 czerwca 2020 na gali FEN 28: Lotos Fight Night, pokonała przez TKO w drugiej rundzie Sylwię Firlej.
3 października 2020 na gali FEN 30: Lotos Fight Night Wrocław stoczyła wyrównany pojedynek z Izabelą Badurek. Pojedynek dotrwał do werdyktu sędziowskiego, po którym sędzia ringowy ogłosił zwycięstwo Bekus przez niejednogłośną decyzję. Werdykt jednak był bardzo kontrowersyjny i ostatecznie został zmieniony na zwycięstwo Izy Badurek.
Następnie 25 czerwca 2021 stoczyła jednorazową, wygraną walkę dla Babilon MMA, pokonując na Babilon MMA 23 jednogłośnie Elizę Kuczynską.

### KSW
W listopadzie 2021 roku, podpisała kontrakt z najlepszą polską federacją – Konfrontacją Sztuk Walki. 18 grudnia tego samego roku, podczas wydarzenia KSW 65: Khalidov vs. Soldić w Gliwicach, skrzyżowała rękawice z doświadczoną Czeszką Magdaléną Šormovą. Walkę zwyciężyła jednogłośnie, dzięki wygranej pierwszej i trzeciej rundzie.
28 maja 2022 podczas jubileuszowej gali KSW 70: Pudzian vs. Materla, zawalczyła z Włoszką Robertą Zocco. Walka trwała pełen trzyrundowy dystans, a jednogłośnie na kartach punktowych zwyciężyła ją Bekus. Pierwotną przeciwniczką Bekus miała zostać zawodniczka z Gruzji – Sofiia Bagishvili, jednak ta doznała kontuzji tzw. złamania nadgarstka.
10 września na KSW 74: De Fries vs. Prasel w Ostrowie Wielkopolskim, federacja KSW doprowadziła do niedoszłej walki Bekus z Bagishvili. Przed pojedynkiem Bekus nie zrobiła limitu wagi słomkowej, w związku z czym 30% jej wynagrodzenia trafi na konto przeciwniczki. Pojedynek w drugiej rundzie zwyciężyła Gruzinka, zakładając Polce bolesną dźwignię na staw łokciowy, po czym Bekus werbalnie poddała walkę.
13 maja 2023 na gali KSW 82: Hooi vs. Grzebyk w warszawskim Studiu ATM, zmierzyła się z Bułgarką Aleksandrą Tonczewą. Zwyciężyła jednogłośną decyzją sędziowską.
11 listopada 2023 podczas gali XTB KSW 88: Bitwa o Radom zawalczyła z Brazylijką Marią Silvą. Przegrała jednogłośnie na kartach punktowych.

### Oktagon MMA i KOF
Bekus po walkach w KSW kolejną stoczyła dla czesko-słowackiej organizacji Oktagon MMA. Podczas gali Oktagon 57: Brož vs. Eckerlin, która odbyła się 4 maja 2024 we Frankfurcie nad Menem zmierzyła się m.in. z byłą zawodniczką UFC Mallory Martin. Przegrała z Amerykanką jednogłośnie na punkty.
We wrześniu 2024 roku, francuska federacja King Of Fighters, poinformowała o zakontraktowaniu Anity Bekus oraz podała szczegóły jej pierwszej walki, którą stoczyła 11 października na gali KOF 8 w Nancy. Jej rywalką w tzw. Co-Main Evencie (drugiej walce wieczoru) została niepokonana Francuzka Delphine Benouaich. Bekus po raz trzeci uległa rywalce decyzją sędziowską.
Pod koniec listopada 2024 roku, inna francuska federacja – Dynamite MMA, ogłosiła walkę Anity Bekus z Samanthą Jean-Francois. Do polsko-francuskiej konfrontacji zawodniczek miało dojść w terminie 8 lutego 2025 w Montpelier. Pojedynek ostatecznie nie doszedł do skutku.

### TFL
W sierpniu 2025 roku, podpisała kontrakt z Thunderstrike Fight League. Debiut w nowej organizacji stoczy 18 października 2025 na gali TFL 35: Queen of Thunderstrike w Siedlcach.

## Osiągnięcia

### Fitness
- 2013: 3. miejsce – Mistrzostwo Europy IFBB

- 2013: 1. miejsce – Mistrzostwa Wielkiej Brytanii UKBFF[31]

- 2012: 2. miejsce – Mistrzostwa Wielkiej Brytanii (bikini fitness) UKBFF

- 2012: 1. miejsce – Mistrzostwa Wschodu (bikini fitness) UKBFF

- 2011: 2. miejsce – Światowy konkurs fitness (miss fitness) IFF

- 2011: 1. miejsce (fitness aerobic), 3. miejsce (fitness model) – Mistrzostwa Europy WFF

- 2010: 2. miejsce – (fitness aerobic) Mistrzostwa Świata WFF

- 2009, 2008: 1. miejsce (fitness aerobic) – Mistrzostwa Europy WFF

- 2008: 1. miejsce (fitness aerobic) – Mistrzostwa Świata WFF[32]

### Mieszane sztuki walki
- 2017: Mistrzyni Polski MMA Kobiet, kat. Senior do 57 kg (waga musza)[33]
- 2018: Mistrzyni Pucharu Polski MMA Kobiet, kat. Ograniczona Formuła Senior do 57 kg (waga musza)[34]

## Lista walk w MMA

### Zawodowe
| Wynik     | Bilans | Przeciwnik (bilans przed walką) | Rozstrzygnięcie                               | Runda | Czas | Rozgrywki                            | Data       | Miejsce             | Uwagi                                                                                        |
| --------- | ------ | ------------------------------- | --------------------------------------------- | ----- | ---- | ------------------------------------ | ---------- | ------------------- | -------------------------------------------------------------------------------------------- |
|           |        | TBA (?-?)                       |                                               |       |      | TFL 35: Queen of Thunderstrike       | 18.10.2025 | Siedlce             | Debiut w TFL.                                                                                |
| Przegrana | 7-6    | Delphine Benouaich (4-0)        | Decyzja (jednogłośna)                         | 3     | 5:00 | KOF 8                                | 11.10.2024 | Nancy               | Debiut w King Of Fighters. Co-Main Event                                                     |
| Przegrana | 7-5    | Mallory Martin (8-6)            | Decyzja (jednogłośna)                         | 3     | 5:00 | Oktagon 57: Brož vs. Eckerlin        | 04.05.2024 | Frankfurt nad Menem | Debiut w Oktagon MMA.                                                                        |
| Przegrana | 7-4    | Maria Silva (9-1)               | Decyzja (jednogłośna)                         | 3     | 5:00 | XTB KSW 88: Bitwa o Radom            | 11.11.2023 | Radom               |                                                                                              |
| Wygrana   | 7-3    | Aleksandra Tonczewa (5-3-1)     | Decyzja (jednogłośna)                         | 3     | 5:00 | KSW 82: Hooi vs. Grzebyk             | 13.05.2023 | Warszawa            |                                                                                              |
| Przegrana | 6-3    | Sofia Bagiszwili (6-1)          | Poddanie werbalne (dźwignia na staw łokciowy) | 2     | 1:47 | KSW 74: De Fries vs. Prasel          | 10.09.2022 | Ostrów Wielkopolski | Bekus przekroczyła limit wagi słomkowej.                                                     |
| Wygrana   | 6-2    | Roberta Zocco (3-3)             | Decyzja (jednogłośna)                         | 3     | 5:00 | KSW 70: Pudzian vs. Materla          | 28.05.2022 | Łódź                |                                                                                              |
| Wygrana   | 5-2    | Magdaléna Šormová (11-3)        | Decyzja (jednogłośna)                         | 3     | 5:00 | KSW 65: Khalidov vs. Soldić          | 18.12.2021 | Gliwice             | Debiut w KSW.                                                                                |
| Wygrana   | 4-2    | Eliza Kuczyńska (0-1)           | Decyzja (jednogłośna)                         | 3     | 5:00 | Babilon MMA 23: Stawowy vs. Valtonen | 25.06.2021 | Warszawa            | Debiut w Babilon MMA. Powrót do wagi słomkowej                                               |
| Przegrana | 3-2    | Izabela Badurek (7-6)           | Decyzja (niejednogłośna)                      | 3     | 5:00 | FEN 30: Lotos Fight Night Wrocław    | 03.10.2020 | Wrocław             | Waga musza. Początkowo zwycięstwo Bekus, jednak werdykt został zmieniony po błędzie sędziów. |
| Wygrana   | 3-1    | Sylwia Firlej (0-0)             | TKO (ciosy w parterze)                        | 2     | 3:42 | FEN 28: Lotos Fight Night            | 13.06.2020 | Nieporaz            | Powrót do wagi muszej.                                                                       |
| Przegrana | 2-1    | Ewelina Woźniak (1-0)           | KO (prawy prosty)                             | 1     | 3:14 | Envio Fight Night '20                | 08.06.2019 | Bydgoszcz           | Powrót do wagi słomkowej.                                                                    |
| Wygrana   | 2-0    | Kamila Porczyk (3-0)            | TKO (ciosy pięściami)                         | 1     | 0:15 | FEN 24: All or Nothing               | 16.03.2019 | Warszawa            | Debiut w FEN. Limit umowny -55 kg.                                                           |
| Wygrana   | 1-0    | Hanna Gujwan (1-3)              | Decyzja (jednogłośna)                         | 3     | 5:00 | Envio Fight Night '19                | 22.09.2018 | Toruń               | Debiut w EFN. Debiut w wadze słomkowej.                                                      |

### Amatorskie
| Wynik   | Bilans | Przeciwnik (bilans przed walką) | Rozstrzygnięcie               | Runda | Czas | Rozgrywki                         | Data       | Miejsce   | Uwagi                                                                                             |
| ------- | ------ | ------------------------------- | ----------------------------- | ----- | ---- | --------------------------------- | ---------- | --------- | ------------------------------------------------------------------------------------------------- |
| Wygrana | 6-0    | Marta Wojdat (2-4)              | Decyzja                       | 1     | 4:00 | ALMMA 148: Puchar Polski MMA 2018 | 08.04.2018 | Sochaczew | Finał ALMMA 148. Wygrała Mistrzostwo Pucharu Polski MMA Kobiet, ograniczona formuła senior -57 kg |
| Wygrana | 5-0    | Sylwia Firlej (0-0)             | Decyzja                       | 1     | 4:00 | ALMMA 148: Puchar Polski MMA 2018 | 08.04.2018 | Sochaczew | Półfinał ALMMA 148.                                                                               |
| Wygrana | 4-0    | Monika Wiśniewska (1-2)         | Poddanie (duszenie trójkątne) | 1     | 1:41 | ALMMA 148: Puchar Polski MMA 2018 | 08.04.2018 | Sochaczew | Ćwierćfinał ALMMA 148.                                                                            |
| Wygrana | 3-0    | Katarzyna Borowska (3-1)        | Decyzja                       | 1     | 4:00 | ALMMA 140                         | 19.11.2017 | Sochaczew | Finał ALMMA 140. Wygrała Mistrzostwa Polski MMA Kobiet, senior -57 kg                             |
| Wygrana | 2-0    | Paulina Ilnicka (0-1)           | Poddanie (duszenie anakonda)  | 1     | 2:46 | ALMMA 140                         | 19.11.2017 | Sochaczew | Półfinał ALMMA 140.                                                                               |
| Wygrana | 1-0    | Marta Wojdat (0-1)              | Decyzja                       | 1     | 3:00 | ALMMA 140                         | 19.11.2017 | Sochaczew | Debiut w wadze muszej. Ćwierćfinał ALMMA 140.                                                     |